# Баздырёв, Григорий Афанасьевич
Григо́рий Афана́сьевич Баздырёв (1907, Комариха, Томская губерния — 25 декабря 1971, Семипалатинск) — участник Великой Отечественной войны, командир сапёрного отделения инженерно-минной роты 7-й гвардейской механизированной бригады 3-го гвардейского механизированного корпуса 47-й армии Воронежского фронта, гвардии сержант.
Герой Советского Союза (3.06.1944), гвардии старшина.

## Биография
Родился в 1907 году в селе Комариха (ныне — Шипуновского района Алтайского края) в семье крестьянина-бедняка. Русский. Образование начальное. В 1915 году пошёл батрачить к помещику. Позже работал плотником.
В 1928—1930 годах проходил действительную службу в рядах Красной Армии. Работал в родном колхозе села Комариха бригадиром плотников.
В 1941 году вторично призван в ряды Красной Армии. Окончил школу младших командиров. Проходил службу на Дальнем Востоке.
Участник Великой Отечественной войны с ноября 1942 года. Боевое крещение принял на Сталинградском фронте.
Сапёрное отделение инженерно-минной роты 7-й гвардейской механизированной бригады (3-й гвардейский механизированный корпус, 47-я армия, Воронежский фронт) под командованием гвардии сержанта Григория Баздырёва в конце сентября 1943 года форсировало Днепр у села Селище Каневского района Черкасской области Украины, минировало местность на плацдарме, где подорвалось 5 танков врага, а затем совместно с расчётом противотанкового ружья участвовало в отражении нескольких танковых атак.
Указом Президиума Верховного Совета СССР от 3 июня 1944 года за образцовое выполнение боевых заданий командования на фронте борьбы с немецко-фашистскими захватчиками и проявленные при этом мужество и героизм, гвардии сержанту Баздырёву Григорию Афанасьевичу присвоено звание Героя Советского Союза с вручением ордена Ленина и медали «Золотая Звезда» (№ 4343).
В 1945 года гвардии старшина Г. А. Баздырёв демобилизован из Вооружённых Сил СССР. Жил в городе Семипалатинске (Казахстан). Работал на лесотарном комбинате. Скончался 25 декабря 1971 года.

## Награды
- Медаль «Золотая Звезда» Героя Советского Союза
- Орден Ленина
- Орден Отечественной войны II степени
- Орден Красной Звезды
- медали, в том числе:
  - «За победу над Германией»
  - «20 лет Победы в Великой Отечественной войне 1941—1945 гг.»